# Torptjärnen (Kroppa socken, Värmland, 661716-141437)
Torptjärnen är en sjö i Filipstads kommun i Värmland och ingår i Göta älvs huvudavrinningsområde.